# 薛鑒
薛鑒，西漢初年人物，曾經擔任楚国令尹，尊稱為薛公。后到滕公夏侯婴幕府，擔任門客。經過滕公引見汉高祖，向高祖分析了英布造反的解決之道，協助打敗了英布，汉高祖大喜，封薛公为列侯，食邑千戶。

## 生平
項羽死後，漢王劉邦稱帝，即漢高祖。淮南王英布成為異姓諸侯王之一。英布以六為首都（今安徽六安），治下的地區包括九江、廬江、衡山、豫章等郡。其後英布眼見朝廷消滅異姓王的方針，功臣陳豨、韓信、彭越都是被栽贓叛變，隨即伏誅，心中不安，此時英布的部將中大夫賁赫得罪英布，英布打算殺死他，賁赫於是到朝廷去告發英布叛變，英布不得已，只好造反。
英布起兵後，滕公夏侯嬰向薛公求問，薛公說：「英布本來就會造反。」滕公說：「皇上分封土地立他為王，賜給爵位讓他顯貴，讓他面向南方，立為萬乘之主，他為甚麼會造反呢？」薛公說：「往年處死彭越，前年處死韓信，英布與他們兩個有同樣的功勞，是同一類的人，自然會懷疑禍患要殃及本身，所以造反了。」夏侯嬰於是向劉邦推薦薛公。
薛公向劉邦說：「英布之造反並不值得奇怪。倘使英布採用上計，那麼山東（崤函以東）之地就不是漢朝所能保有；若用中計，那麼雙方勝負難見分曉；若為下計，那麼漢可以高枕無憂了。上計就是東取吳，西取楚，合併齊，拿下魯，並傳檄燕、趙使他們各安其國，這樣山東就不是漢朝所有了。中計就是東取吳，西取楚，合併韓國，拿下魏國，並奪取敖倉之粟，堵住成皋，這雙方勝負就難見分曉。下策就是：東取吳，西取下蔡，歸重於越，而本人往長沙，這樣陛下就可安枕無憂了。」劉邦問：「那英布會採取哪種策略？」薛公答說：「必取下策！英布及其手下皆為驪山亡命刑徒出身，有生之年取得這樣的地位，因而不會為子孫後代及百姓考慮，故而會出下計。」

## 腳註
1. ↑  《新唐書·卷七十三·表第十三下》：倪生翁，翁生鑒，漢初獻策滅黥布，封千戶侯。